# Barton Bendish
Barton Bendish is een civil parish in het bestuurlijke gebied King's Lynn and West Norfolk, in het Engelse graafschap Norfolk met 210 inwoners.